# 사건파일 24
《사건파일 24》는 TV조선에서 매주 평일 오후 2시 30분에 방송 중인 시사 프로그램이다.

## 진행자
- 정찬배 기자

## 역대 진행자
- 최우정 기자 (2017년 7월 31일 ~ 2020년 9월 11일, 2023년 8월 18일, 2024년 8월 16일, 2024년 10월 7일 ~ 2024년 10월 11일)
- 정찬배 기자 (2020년 9월 14일 ~ 2023년 7월 28일, 2024년 3월 11일 ~ 현재)
- 문승진 기자 (2023년 7월 31일 ~ 2024년 3월 8일)

## 패널
- 최윤정 (기자)
- 허주연 (변호사)
- 손정혜 (변호사)
- 박성배 (변호사)
- 오윤성 (순천향대학교 경찰행정학과 교수)
- 김은배 (전 서울경찰청 국제범죄수사팀장)
- 양은경 (기자)
- 홍종선 (기자)
- 하재근 (사회평론가)

## 경쟁 프로그램
- 사건반장 (JTBC)
- 사건상황실 (채널A)
- 강력한 4팀 (채널A)